# Jean-Baptiste Roy-Audy
Jean-Baptiste Roy-Audy, né à Québec le 15 novembre 1778 et mort à Trois-Rivières vers 1846, est un peintre québécois.
Fils d'artisan, Jean-Baptiste Roy-Audy exerce d'abord les métiers de menuisier, de carrossier, et de doreur et de peintre d'enseignes avant de s'intéresser à la peinture au contact de la collection d'art européen de Philippe-Jean-Louis Desjardins. Il se consacre dès lors à la production de tableaux religieux et de portraits. Il peint des personnalités issues de la bourgeoisie québécoise avec un dessin linéaire et un jeu des couleurs simplifié, mettant davantage l'accent sur le rendu des détails, typique de nombreux peintres nord-américains de l'époque. 

## Musées et collections publiques
- Bibliothèque et Archives Canada
- Centre historique des Sœurs de Sainte-Anne
- Musée du Château Ramezay
- Musée d'art de Joliette[5]
- Musée de Charlevoix
- Musée Pierre-Boucher
- Musée des beaux-arts de l'Ontario
- Musée des beaux-arts de Montréal
- Musée des beaux-arts du Canada
- Musée McCord
- Musée national des beaux-arts du Québec[6]
- Musée régional de Vaudreuil-Soulanges
- Les Prêtres de Saint-Sulpice de Montréal
- Site historique de l'Île-des-moulins

## Références

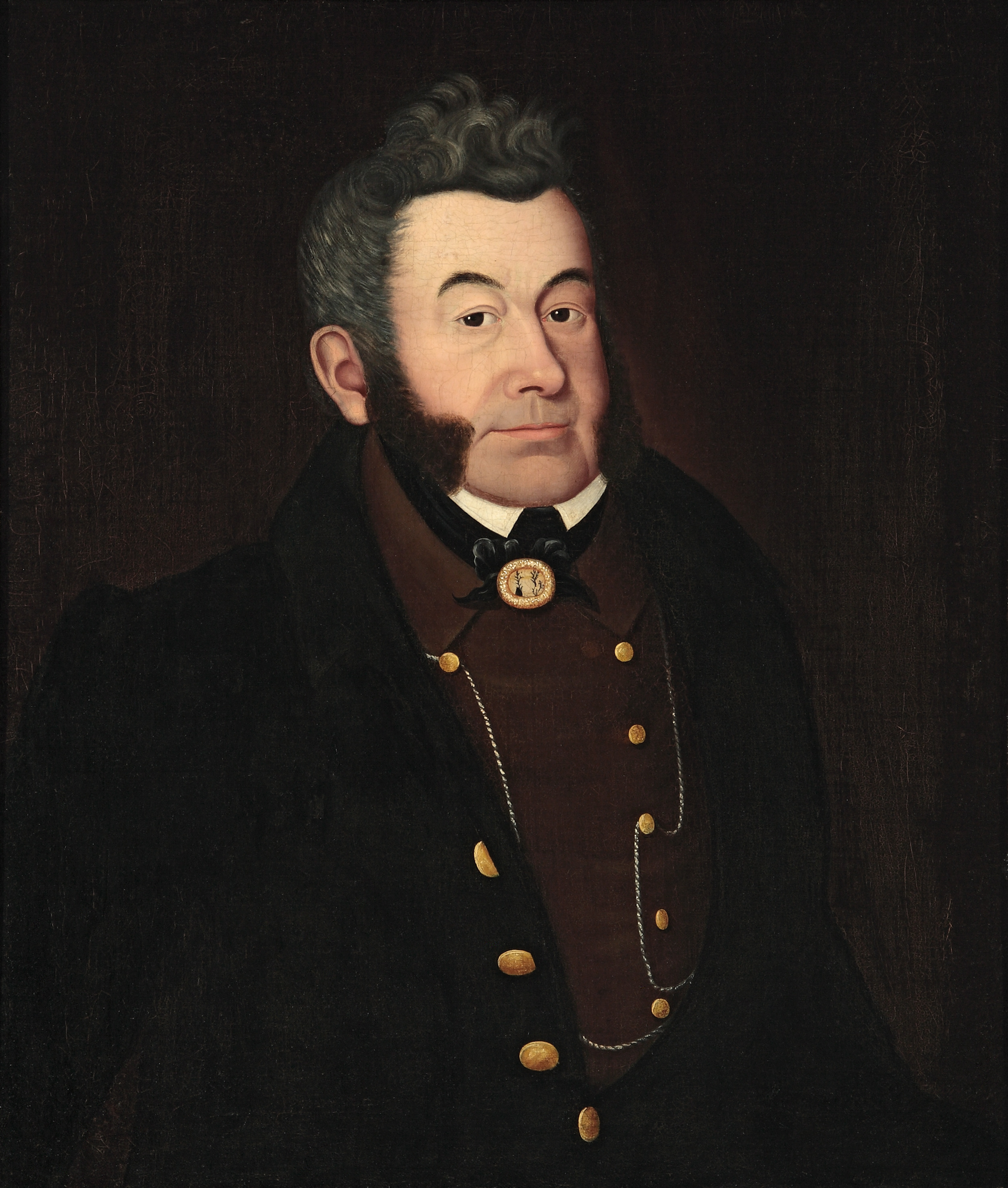
Portrait de Jean-Baptiste-René Hertel de Rouville par Jean-Baptiste Roy-Audy vers 1835

## Source
- Guide : Musée des beaux-arts de Montréal, Montréal, éd. Musée des beaux-arts de Montréal, 2007, 2e éd. (1re éd. 2003), 342 p. (ISBN 978-2-89192-312-5), p. 193.